# 18-я гвардейская бригада армейской авиации
18-я гвардейская бригада армейской авиации (18 браа, в/ч 42838) — тактическое соединение Армейской авиации Российской Федерации.
Бригада дислоцируется на аэродроме Хабаровск-Центральный и входит в состав 11-й армии ВВС и ПВО. Соединение ведёт историю от 573-й авиационной базы армейской авиации (2 разряда) (в/ч 42838), сформированной 1 декабря 2010 года на аэродроме Хабаровск-Центральный в составе 3-го командования ВВС и ПВО.

## История
Предшественником 18-й бригады АА является 265-я авиационная база в/ч 35471, менее чем через год после своего формирования преобразованная в 573-ю авиационную базу армейской авиации (2 разряда), в составе 3-го командования ВВС и ПВО (основание — Директива Генерального Штаба 665/110326). 265-я АвБ была сформирована 1 декабря 2010 года. Место дислокации формирования — аэродром совместного базирования Хабаровск-Центральный.
Ранее на формирование 265-й АвБ был обращён 257-й отдельный смешанный авиационный полк (в/ч 35471) на разнородной технике (Ан-12, Ан-24, Ан-26, Ту-134, Ту-154), дислоцируемый на аэродроме Хабаровск-Центральный и 825-й отдельный транспортно-боевой вертолётный полк (в/ч 54902), расформированный на аэродроме Гаровка в 2009 году.
Первоначально 573-я авиабаза армейской авиации имела на вооружении Ми-8МТ и Ми-26. В 2013 году Ми-8МТ заменены на Ми-8АМТШ. В 2014 году в составе авиабазы введена эскадрилья ударных вертолётов Ка-52.
В конце 2017 года 573-я авиабаза армейской авиации переформирована в 18-ю бригаду армейской авиации.
Указом Президента Российской Федерации от 25 августа 2023 года 18-й бригаде армейской авиации было присвоено почётное наименование «гвардейская».

## Командиры
- с 01.12.2010 — полковник Зайцев, Игорь Борисович;
- с 31.08.2013 — полковник Нерусин, Иван Иванович;
- с 09.04.2015 — полковник Земляков, Дмитрий Иванович.[1]
- с 2021 - полковник Игламов, Альберт Ильдусович